# L'Ange gardien (film, 1978)
Pour les articles homonymes, voir L'Ange gardien.
Pour plus de détails, voir Fiche technique et Distribution.
L'Ange gardien est un film franco-canadien réalisé par Jacques Fournier et sorti en 1978.

## Synopsis
Un dirigeant d'entreprise envoie sa femme en vacances sur la côte, et engage un détective privé pour la surveiller. Elle finit par le séduire.

## Fiche technique
- Réalisation : Jacques Fournier
- Scénario : Jacques Fournier, Hubert Fielden[1]
- Producteur : Pierre Grunstein
- Photographie : Yves Pouffary
- Musique : Marcel Napoleoni
- Montage : Frédéric de Chateaubriant
- Durée : 98 minutes
- Genre : Comédie
- Dates de sortie : 
  - 21 décembre 1978 (Canada)
  - 10 janvier 1979) (France)

## Distribution
- Francis Lemaire : Aldo
- Margaret Trudeau : Annie
- André Falcon : André Roussel
- Marco Perrin : Marco
- Marthe Villalonga : Mme Roussel
- Philippe Lemaire : José Luis
- Rellys : Paul
- Mac Ronay : Firmin
- Jacqueline Jefford : Miss Pickwick
- Jean Panisse : Panisse
- Michel Louvain : Guy
- Georges Montal : Birnoff
- Jacques Canselier : Robert